# Яркий гигант
Яркие гиганты — звезды, лежащие между гигантами и сверхгигантами. С одной стороны, эти звёзды обладают светимостью, сравнимой со светимостью сверхгигантов, но с другой стороны обычно недостаточно массивны, чтобы быть классифицированы как сверхгиганты. Масса ярких гигантов может не превышать несколько масс Солнца.
Яркие гиганты находятся на диаграмме Герцшпрунга — Рассела под сверхгигантами и включают звёзды спектрального класса от «B» до «M». В своей левой (горячей) части их трек круто спускается — от «B» до «A», далее проходит почти горизонтально. По светимости яркие гиганты превосходят Солнце в среднем в 650 раз.
В Йеркской классификации с учётом светимости ярким гигантам присвоен класс светимости II, что предполагает среднюю абсолютную звёздную величину −2,2m.
| Собственное имя | Обозначения Байера | Спектральный класс |
| --------------- | ------------------ | ------------------ |
| Мирцам          | β Большого Пса     | B1 II—III*         |
| Адара           | ε Большого Пса     | B2 lab*            |
| Мулифен         | γ Большого Пса     | B8 II              |
| Феркад          | γ Малой Медведицы  | A3Iab              |
| Саргас          | θ Скорпиона        | F1 II              |
| Шам             | α Стрелы           | G1 II              |
| Краз            | β Ворона           | G5 II              |
| Дабих           | β1 Козерога        | K0 II              |
| Аль Каб         | ι Возничего        | K3 II              |
| Альфард         | α Гидры            | K3 II—III          |
| Шеат            | β Пегаса           | M2.5 II—III*       |
| Рас Альгети A   | α Геркулеса        | M5 II              |